# Catanduva Basket Clube
O Catanduva Basket Club é uma equipe de basquete feminino, sediada em Catanduva, interior de São Paulo. 
Foi fundada em 14 de janeiro de 2005, tendo se dissolvido em 2013 após dificuldades financeiras, sendo refundada em 2017. A equipe manda seus jogos no ginásio Conjunto Esportivo Anuar Pachá. 

## Títulos
- Campeonato Brasiliero: 1 vez (2009-10).
- Campeonato Paulista: 1 vez (2008).